# Timur Magometowitsch Enejew
Timur Magometowitsch Enejew (russisch Тимур Магометович Энеев; * 23. September 1924 in Grosny; † 8. September 2019) war ein sowjetischer/russischer Physiker und Mathematiker balkarischer Herkunft.

## Leben
Enejews Vater war der balkarische Kommunist Magomed Alijewitsch Enejew, der für die Sowjetmacht im Nordkaukasus kämpfte und 1928 Selbstmord beging. Enejews Mutter war die Ökonomin Jewgenija Petrowna geborene Feodorowa. Sein Vorname Temir bedeutet Eisen. Als Schüler sah Enejew ein Buch von Konstantin Ziolkowski. Er begann sich für die Raumfahrt zu interessieren und ging gern ins Planetarium. Zu Beginn des Deutsch-Sowjetischen Krieges wurde er Arbeiter in einem Rüstungsbetrieb. An einer defekten Maschine wurde sein rechter Arm so sehr verletzt, dass er amputiert werden musste.
1943 begann Enejew das Studium an der Mechanik-Mathematik-Fakultät der Lomonossow-Universität Moskau (MGU). Er nahm am Kosmodemjanski-Seminar für Mechanik der Körper mit variabler Masse teil, in dem die Mechanik des Raketenfluges studiert wurde. Mit Dmitri Ochozimski entwickelte sich eine lange Freundschaft. Seine erste wissenschaftliche Arbeit veröffentlichte er im 3. Studienjahr in der nichtöffentlichen Zeitschrift des Komitees Nr. 2 für Raketentechnik beim Ministerrat der UdSSR. Mit einer Diplomarbeit über die Programmsteuerung einer Rakete in der Atmosphäre schloss er 1948 das Studium ab. Darauf wurde er Aspirant im Forschungsinstitut für Mechanik der MGU und arbeitete daneben im Moskauer Steklow-Institut für Mathematik der Akademie der Wissenschaften der UdSSR (AN-SSSR).
1951 nach erfolgreichem Abschluss der Aspirantur wurde Enejew im Steklow-Institut in die von Mstislaw Keldysch geleitete Abteilung für angewandte Mathematik aufgenommen, die 1953 ein eigenes Institut der AN-SSSR wurde. Enejew leitete dort seitdem eine Gruppe in der von Dmitri Ochozimski geleiteten Abteilung Nr. 5, die eng mit dem Experimental-Konstruktionsbüro OKB-1 Sergei Koroljows zusammenarbeitete. 1951 untersuchte er Probleme der Orientierungssteuerung mehrstufiger Raketen. Seine Ergebnisse fanden beim Start des Sputniks 1 Anwendung. Auch wurden die Probleme der Berechnung der Sputnik-Umlaufbahn in der oberen Atmosphäre gelöst. Später untersuchte Enejew die Perspektiven des Einsatzes von elektrischen Raumfahrtantrieben für Flüge im interplanetaren Raum. 1957 wurde er Mitglied der KPdSU. 1959 wurde er zum Doktor der physikalisch-mathematischen Wissenschaften promoviert. 1968 wurde er Korrespondierendes Mitglied der AN-SSSR.
In den 1970er Jahren begann Enejew, mit Computermodellierungen die großräumigen Strukturen und Bewegungen von Vielteilchenensembles zu untersuchen. Er zeigte, dass beim Flug eines Körpers durch eine scheibenförmige Teilchenwolke sich spiralförmige Strukturen bilden, wie sie für Galaxien typisch sind. Ausgehend von den Ideen Otto Schmidts untersuchte er die Planetenbildung aus einer Teilchenwolke. Mit seinem Modell auf der Basis einfacher Grundannahmen konnte er nicht nur die Beziehungen zwischen den Massen und Bahnradien der Planeten des Sonnensystems reproduzieren, sondern auch die Drehrichtung der Eigenrotation der Planeten. 1992 wurde er Wirkliches Mitglied der nun Russischen Akademie der Wissenschaften (RAN).
Im Hinblick auf die Asteroidengefahr untersuchte Enejew die Bewegung kleiner Körper im Sonnensystem aus großer Entfernung zur Erde hin. Auf der Basis seiner Modellierungen entwickelte er auch eine Methode zur Modellierung der Prozesse der Makromolekülbildung. Er war Hauptherausgeber der Zeitschrift Cosmic Research und Mitglied vieler Wissenschaftsräte und Herausgeberkollegien.
In den 1970er Jahren beteiligte sich Enejew auch an Umweltproblemdiskussionen. Er lieferte einen wichtigen Beitrag beim Kampf gegen das Projekt der Umleitung der nach Norden fließenden Flüsse nach Süden. Er beteiligte sich an der Kampagne gegen die Verschmutzung des Baikalsees durch Industrieunternehmen. Seit Beginn der 1990er Jahre engagierte er sich in der Bewegung für geistige Erneuerung auf der Basis der russischen Orthodoxie. Nach einem Aufruf von 10 Akademiemitgliedern 2007 gegen den zunehmenden Einfluss der Kirche verfasste Enejew zusammen mit Gennadi Malzew, Felix Kusnezow, Georgi Sawarsin und Georgi Golizyn einen offenen Brief, in dem unter anderem der Religionsunterricht in Schulen und die Anerkennung akademischer Grade in der Theologie gefordert wurde. Enejew beteiligte sich am Seminar Wissenschaft und Glaube der Moskauer Orthodoxen Heiliger-Tichon-Universität für Geisteswissenschaften.
Der 1978 von Ljudmila Tschernych entdeckte Kleinplanet (5711) Eneev wurde nach Enejew benannt.

## Ehrungen, Preise
- Orden des Roten Banners der Arbeit (1956, 1974)[2]
- Leninpreis (1957)
- Leninorden (1961)
- Staatspreis der UdSSR
- Orden der Oktoberrevolution (1984)
- F. A. Zander-Preis der RAN (1992)
- Orden der Ehre (2005)
- Demidow-Preis (2006)[3]
- Keldysch-Goldmedaille (2010)[15]